# Ясне (Синельниківський район)
Ясне́ — село в Україні, в Синельниківському районі Дніпропетровської області. Входить до складу Раївської сільської громади. Населення за переписом 2001 року становить 147 осіб. 

## Історія
До 2017 року орган місцевого самоврядування — Луб'янська сільська рада.
12 червня 2020 року, відповідно до розпорядження Кабінету Міністрів України № 709-р від «Про визначення адміністративних центрів та затвердження територій територіальних громад Дніпропетровської області», увійшло до складу Раївської сільської громади.
19 липня 2020 року, в результаті адміністративно-територіальної реформи та ліквідації   Синельниківського (1923—2020) району, село увійшло до складу новоутвореного Синельниківського району.

## Географія
Село Ясне знаходиться на правому березі річки Нижня Терса, вище за течією примикає село Токове, нижче за течією на відстані 1 км розташоване село Гострий Камінь, на протилежному березі — село Катражка.

## Релігія
В селі знаходиться Храм Святої великомучениці Тетяни ПЦУ (вул. Осіння, 26).